# 牛川村
牛川村（うしかわむら）は、愛知県八名郡にかつて存在した村。
現在の豊橋市の一部（牛川町・牛川通・忠興・東森岡・東小鷹野・西小鷹野・南牛川など）に該当する。

## 歴史
- 1878年（明治11年） - 牛川村、浪之上村、若宮村、小鷹野新田、野川新田、忠興新田、田中新田、中沢新田が合併し、牛川村となる。
- 1889年（明治22年）10月1日 - 町村制により、牛川村が発足。
- 1906年（明治39年）7月1日 - 下条村と合併し、下川村が発足。同日牛川村は廃止。

## 教育
- 牛川尋常小学校（現・豊橋市立牛川小学校）